# Kubota
Kubota Corporation (in giapponese: 株式会社クボタ, Kabushiki-kaisha Kubota) è un'azienda produttrice di trattori, macchine agricole e attrezzature pesanti con sede a Osaka, in Giappone. La società è stata fondata nel 1890.

## Kubota Tractor Corporation

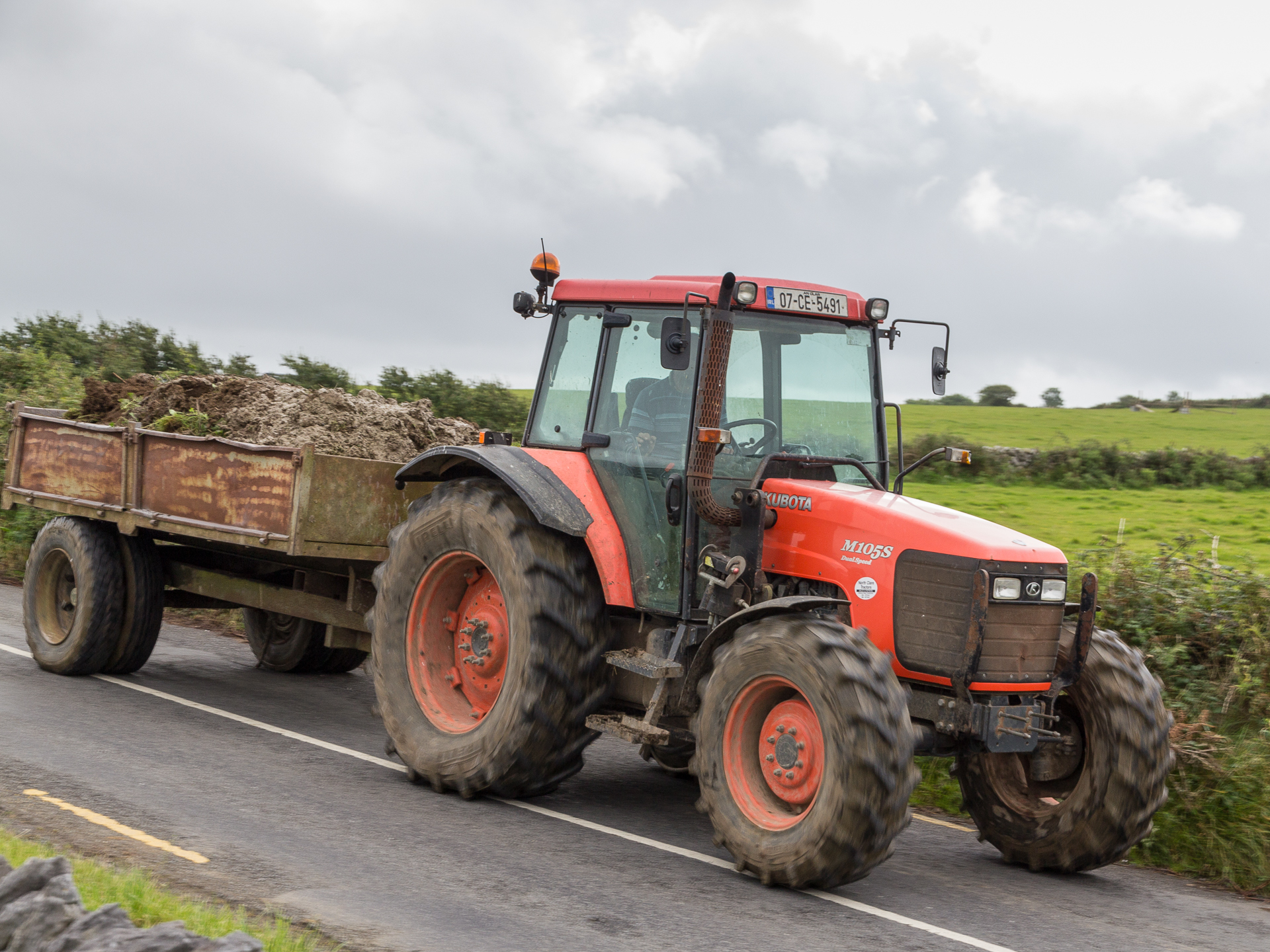
Kubota M105S in Irlanda

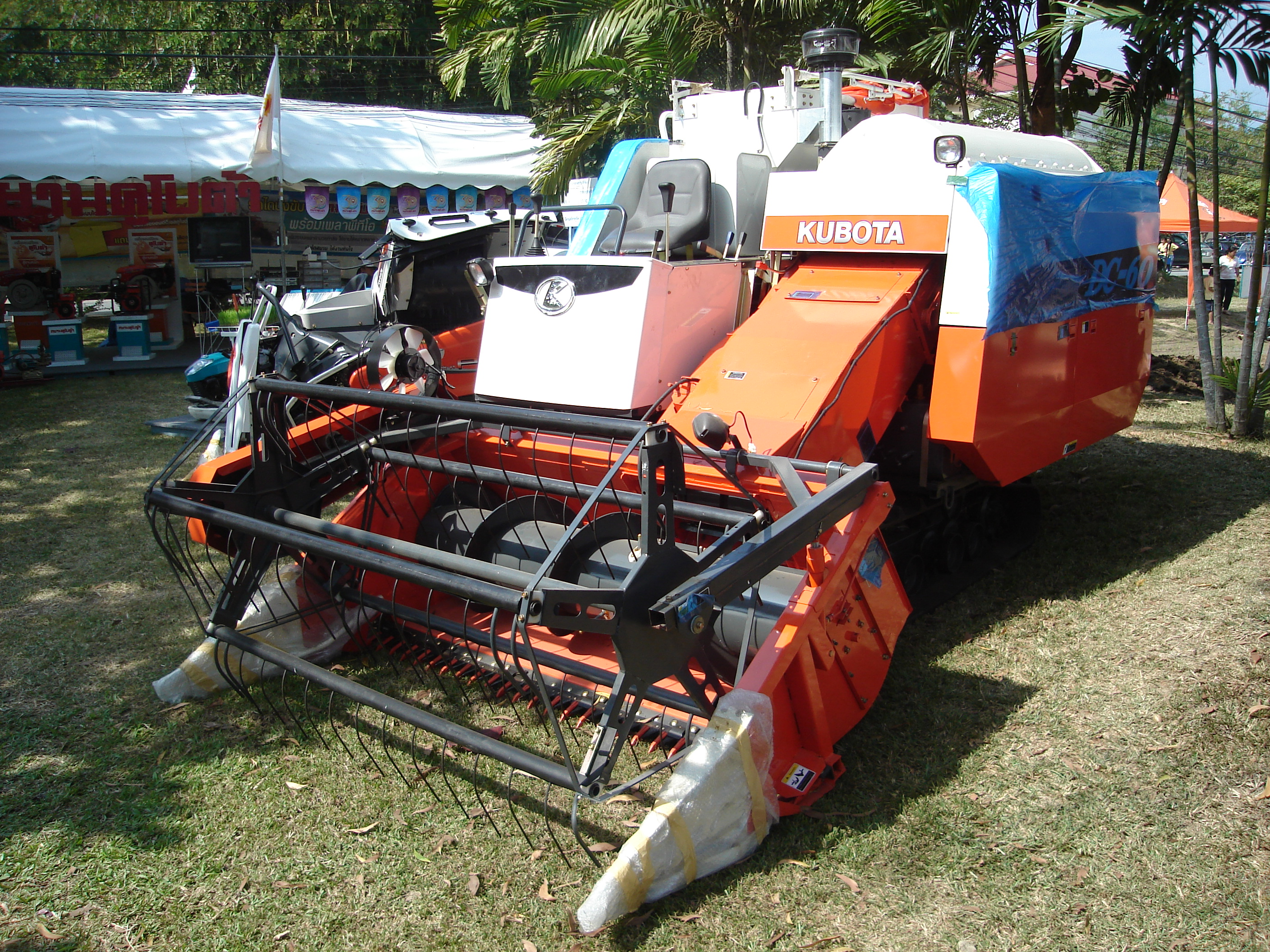
Una mietitrebbiatrice prodotta dalla Kubota

Nel 1969 Kubota cominciò ad esportare negli Stati Uniti il modello di trattore da 21 hp "L200". Dato il successo riscontrato nel mercato americano, fu fondata nel 1972 a Torrance, in California la "Kubota Tractor Corporation"; l'azienda ha simili controllate in Australia, Canada, Francia, Germania, Spagna e nel Regno Unito.
Nel 1988 ha aperto il suo primo impianto di fabbricazione (la "Kubota Manufacturing of America") negli Stati Uniti, a Gainesville, in Georgia per la produzione di parti dei trattori. In seguito è iniziata la produzione di altri prodotti.
Nel 2006 la produzione è stata spostata in un nuovo impianto di fabbricazione vicino a Jefferson, sempre in Georgia, diventando di notevole importanza per tutta l'America.
Diventò famosa questa marca per l'originalità dei suoi prodotti con fabbricazione di trattori di bassa potenza e grande maneggevolezza per il giardinaggio.
La gamma dei prodotti dedicata ai mezzi agricoli presenta numerose serie. La serie M è caratterizzata da mezzi di grandi dimensioni con una potenza compresa tra i 47 kW fino al 100 kW (per esempio nel modello M135GX). Due diverse serie di trattori di dimensioni più ridotte, invece, sono la serie B e la serie BX, che vengono impiegate nei lavori di giardinaggio. Il modello Kubota B1220D ha per esempio una potenza di 8 kW e il modello della serie BX, il BX2350, arriva ad una potenza di 17 kW. La serie L, invece, ha dimensioni e potenze intermedie rispetto alle altre due.

## Kubota Pacific
A metà degli anni ottanta la Kubota ha ottenuto il controllo di una società (la Ardent Computer Corporation) produttrice di minicomputer, che fu rinominata Kubota Pacific e in seguito Kubota Graphics. Questa azienda non ebbe successo e fu chiusa nel 1994.

## Prodotti
Trattori compatti:
- Serie B1
- Serie B2
- Serie BX
- Serie EK1
- Serie L1
- Serie L2
- Serie LX

Trattori tagliaerba:
- Serie F
- Serie GR e GR II
- Serie G
- Serie Z
- Serie GZD

Trattori:
- Serie B 1000 D-DST
- B 2420 DR
- L 3200-4100 DR-DW
- L 4240 e serie 5000 DUA-DW-HDUA-HDW
- M 6040-7040-8540-9540 DTH-DTHQ-DTN-DTNQ-DTHL
- Serie M 100 S-X